# Пам'ятки Ладижина
У місті Ладижин Вінницької області на обліку перебуває 5 пам'яток археології, і жодної з пам'яток історії, архітектури чи монументального мистецтва.

## Пам'ятки археології
| №  | Охоронний № | Найменування пам'ятки                                               | Пам'яток у комплексі | Адреса     | Дата (епоха)                                  | Дата відкриття або виявлення | Автори (дослід.)        | Рішення про взяття під охорону |
| -- | ----------- | ------------------------------------------------------------------- | -------------------- | ---------- | --------------------------------------------- | ---------------------------- | ----------------------- | ------------------------------ |
| 1. | 175         | Городище передскіфського періоду, слов'янське городище та поселення |                      | м. Ладижин | VIII-VII ст. ст. до н. е., X-XI ст. ст. н. е. | 1899 р.                      | археолог Е. Сецинський  | № 9617.02.1983 р.              |
| 2. | 924         | Неолітичні стоянки                                                  | 2                    | м. Ладижин | V-IV тис. до н. е.                            | 1956 р.                      | к. і. н. П. І. Хавлюк   | № 31310.06.1971 р.             |
| 3. |             | Неолітична стоянка                                                  |                      | м. Ладижин | V-IV тис. до н. е.                            | 2006 р.                      | к. і. н. Гаскевич Д. Л. | щойно виявлена                 |
| 4. | 470         | Поселення трипільської культури                                     |                      | м. Ладижин | IV-ІІІ тис. до н. е.                          | 1949 р.                      | археолог С. Т. Пасек    | № 9617.02.1983 р.              |
| 5. | 926         | Поселення ранньослов'янської культури                               |                      | м. Ладижин | середина VI ст. н. е.                         | 1960 р.                      | к. і. н. П. І. Хавлюк   | № 31310.06.1971 р.             |
|    |             |                                                                     |                      |            |                                               |                              |                         |                                |

## Джерело
- Пам'ятки Вінницької області